# Cisaillage
Le cisaillage est une technique d’usinage ou de découpage de pièces métalliques, tôles en particulier.

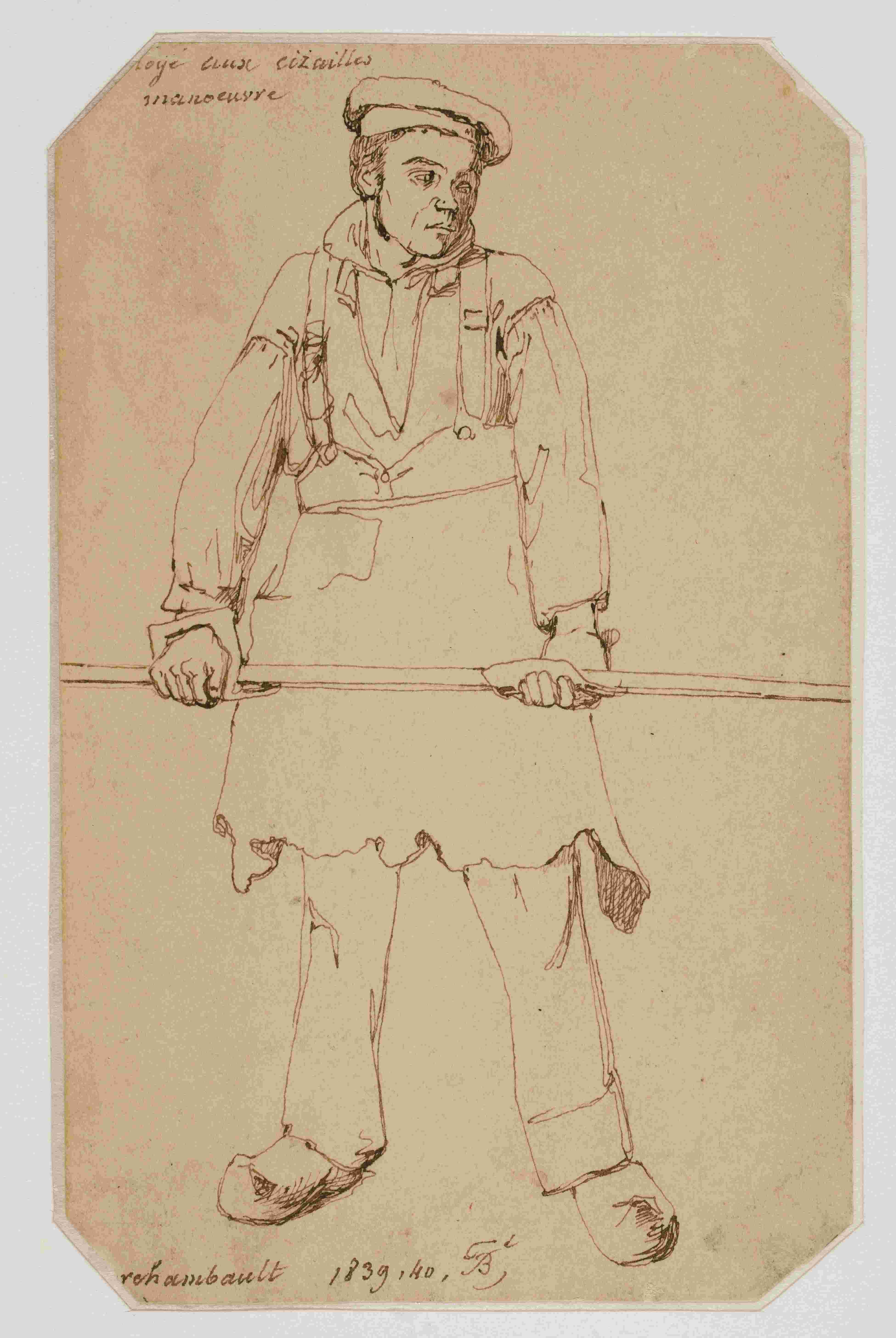
Dessin de Ignace-François Bonhommé donnant à voir un employé aux cisailles (manoeuvre) dans les forges de Fourchambault. Le croquis est réalisé d'après-nature en 1839. Il est conservé au sein des collections du Féru des Sciences.

## Principe
La tôle est cisaillée entre deux lames : l’une fixe et l’autre mobile, sans formation de copeaux. Les lames peuvent être circulaires comme dans le cas de la cisaille à molettes.
Physiquement, le cisaillage est l’action de séparation d’un corps en deux parties sous un effort appelé contrainte de cisaillement.
Les outils de cisaillage fonctionnent sur le principe de la guillotine, c’est-à-dire que la lame mobile, dont l’arête tranchante n’est pas parallèle à la face de la pièce à découper, attaque progressivement celle-ci réduisant ainsi l’effort de coupe, qui n’est appliqué qu’à une petite section.
La contrainte de cisaillement dépend de la force F et de la section A à l’aplomb de F.

## Lames
- Les lames peuvent être longues, courtes ou circulaires.

- La lame d’attaque doit être montée de façon à coulisser le plus près possible de la lame fixe.

- Les lames peuvent être montées :
  - par paire pour le cisaillage simple et rectiligne ;
  - deux paires de deux lames et former un angle dans le cas de l’encochage ;
  - deux paires de trois lames et former une figure géométrique à trois côtés, cas du grugeage.

- Cas du burinage : le burin fait office de lame mobile et le rôle de la lame fixe est joué par les mors de l’étau ou tout autre élément soutenant la pièce à découper.